# Maison de Juste

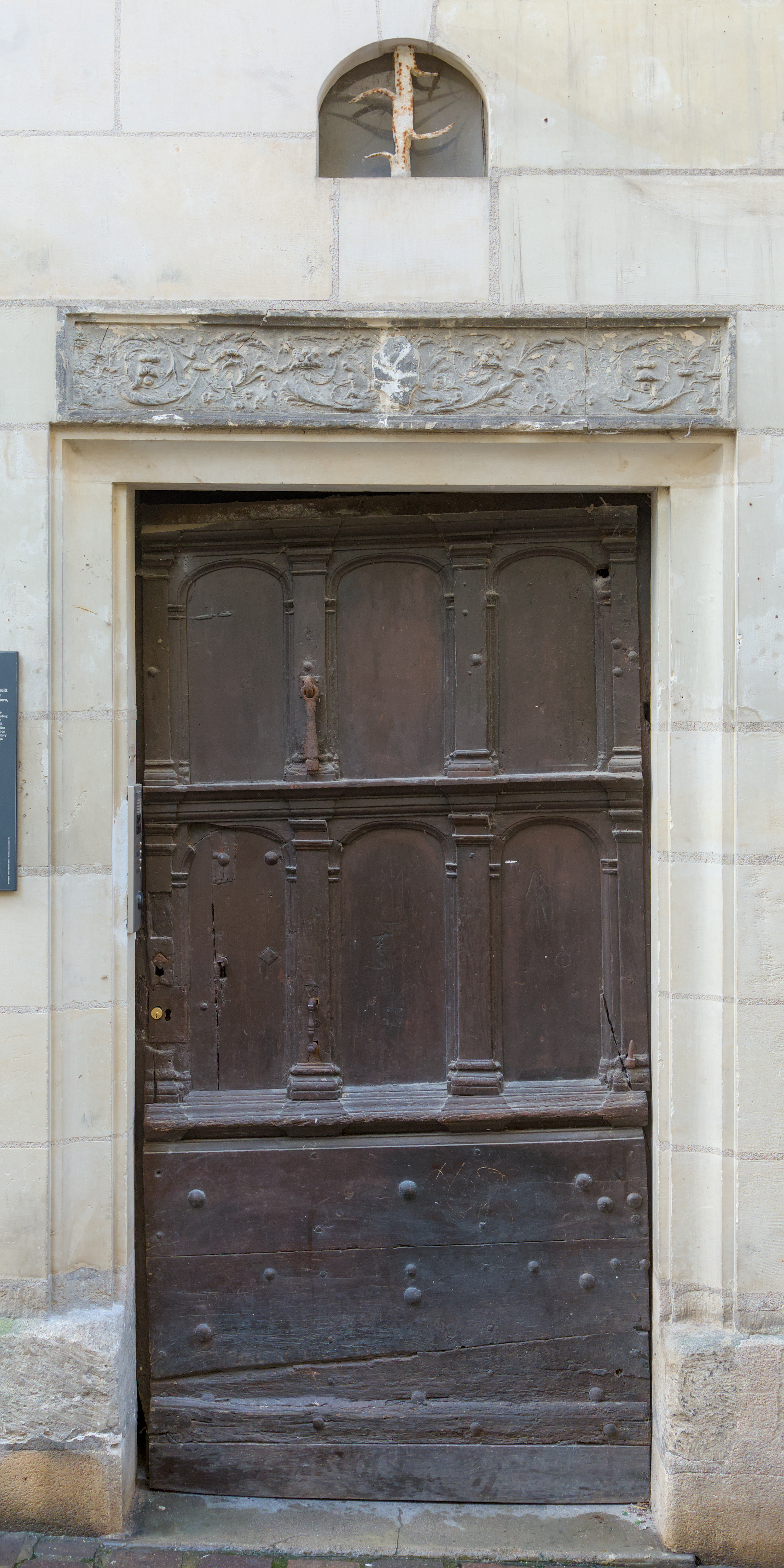
Le portail.

La maison de Juste est situé à Tours dans le Vieux-Tours , au 17 rue Paul-Louis-Courier. Le monument fait l’objet d’une inscription au titre des monuments historiques depuis 1948.